# Ramis Dinmukhametov
Ramis Dinmukhametov, né le 21 septembre 2000,, est un coureur cycliste kazakh. Il participe à des compétitions sur route et sur piste.

## Biographie
Actif sur piste, Ramis Dinmukhametov compte de nombreux titres de champion du Kazakhstan à son palmarès. Il participe également à des compétitions sur route de manière occasionnelle. 
En 2023, il se classe deuxième de la course à l'élimination et troisième de la poursuite par équipes aux championnats d'Asie. Il décroche aussi une médaille de bronze dans la course à l'américaine lors des Jeux asiatiques, aux côtés de son compatriote Artyom Zakharov. 

## Palmarès sur route

### Classements mondiaux
| Année                                 | 2021  |
| ------------------------------------- | ----- |
| Classement mondial                    | 2718e |
| UCI Asia Tour                         | 226e  |
|                                       |       |
| Légende : nc = non classéSource : UCI |       |

## Palmarès sur piste

### Jeux asiatiques
- Hangzhou 2023
  -  Médaillé de bronze de l'américaine

### Championnats d'Asie
- Nilai 2023
  -  Médaillé d'argent de l'élimination
  -  Médaillé de bronze de la poursuite par équipes
- New Delhi 2024
  -  Médaillé de bronze de la poursuite par équipes

### Championnats nationaux
- 2019
  - 2e du championnat du Kazakhstan de vitesse par équipes
  - 3e du championnat du Kazakhstan de poursuite par équipes
- 2020
  -  Champion du Kazakhstan de poursuite par équipes (avec Sultanmurat Miraliyev, Alisher Zhumakan et Dmitriy Potapenko)
  - 3e du championnat du Kazakhstan de vitesse par équipes
- 2021
  -  Champion du Kazakhstan de poursuite par équipes (avec Artyom Zakharov, Alisher Zhumakan et Dmitriy Potapenko)
  - 3e du championnat du Kazakhstan de l'américaine
- 2022
  -  Champion du Kazakhstan de poursuite par équipes (avec Sergey Karmazhakov, Dmitriy Potapenko, Dmitriy Vassilyev et Kirill Strelchenko)
  - 3e du championnat du Kazakhstan de l'américaine
  - 3e du championnat du Kazakhstan de l'élimination
  - 3e du championnat du Kazakhstan du scratch
- 2023
  -  Champion du Kazakhstan de l'élimination
  -  Champion du Kazakhstan de l'américaine (avec Sergey Karmazhakov)
  -  Champion du Kazakhstan de vitesse par équipes (avec Maxim Khoroshavin, Andrey Kreis et Dmitriy Oleinikov)
  - 2e du championnat du Kazakhstan de l'omnium
  - 2e du championnat du Kazakhstan de course aux points
  - 2e du championnat du Kazakhstan du scratch
- 2024
  -  Champion du Kazakhstan de l'élimination
  -  Champion du Kazakhstan de l'américaine (avec Sergey Karmazhakov)
  - 2e du championnat du Kazakhstan de poursuite par équipes
  - 2e du championnat du Kazakhstan de course aux points